# American Love Story
American Love Story est une série télévisée anthologique dramatique américaine créée par Ryan Murphy et dont la diffusion est prévue pour février 2026 sur FX et sur la plateforme de streaming Hulu aux États-Unis. Dans les pays francophones, la série sera diffusée sur Disney+.
Produite par Ryan Murphy, il s'agit de la cinquième série de l'anthologie American Story (en), diffusée sur la chaîne FX.

## Synopsis
La première saison retrace l'histoire d'amour entre John Fitzgerald Kennedy, Jr.. et Carolyn Bessette-Kennedy. Ce qui avait débuté comme une belle union commence à se déliter sous le regard incessant et le voyeurisme des médias à sensation. Les pressions liées à leurs carrières et les rumeurs de discordes familiales se sont soldées par leur tragique décès lorsque leur avion privé s'écrase dans l'océan lors d'une nuit brumeuse d'été 1999, au large des côtes du Massachusetts.

## Distribution

### Acteurs principaux
- Sarah Pidgeon : Carolyn Bessette
- Paul Kelly : John Fitzgerald Kennedy, Jr.
- Naomi Watts : Jackie Kennedy

### Acteurs récurrents
- Grace Gummer : Caroline Kennedy
- Sydney Lemmon : Lauren Bassette
- Alessandro Nivola : Calvin Klein

## Production

### Développement
En Aout 2021, la chaîne FX annonce en même temps que la reconduction d'American Horror Stories, la production d'une nouvelle série limitée American Love Story.

### Casting
Le 23 Mars 2025, l'actrice Sarah Pidgeon a été choisi pour jouer le rôle principal de la série. Elle jouera le rôle de Carolyn Bessette, l'épouse de John Fitzgerald Kennedy.En mai 2025, l'acteur Paul Kelly a été choisi pour jouer le rôle de John Fitzgerald Kennedy, Jr. L'actrice Naomi Watts (connue pour avoir collaborer à plusieurs reprises avec Ryan Murphy dans The Watcher, Feud, et All's Fair) est annoncée au casting dans le rôle de Jackie Kennedy, épouse de l'ancien président des États-Unis, John Fitzgerald Kennedy.
Le 7 Juin 2025, l'actrice Grace Gummer (American Horror Story: Freak Show et American Horror Story: Delicate) jouera un rôle reccurent. Elle incarnera le rôle de Caroline Kennedy, la soeur de Carolyn Bessette. Il est également annoncé que l'actrice Sydney Lemmon jouera le rôle de Lauren Bassette et l'acteur Alessandro Nivola joeura le rôle du stysliste Calvin Klein.

### Promotion
Le 13 juin 2025, Ryan Murphy dévoile sur son compte Instagram en vidéo quelques image de la série et annonce que la série sera diffusée pour la Saint-Valentin en 2026 sur FX.

### Fiche technique
- Titre original et français : American Love Story
- Création :
- Réalisation :
- Scénario :
- Direction artistique :
- Décors :
- Costumes :
- Photographie :
- Montage :
- Musique :
- Casting :
- Production : 
  - Production exécutive :
- Société(s) de production : Ryan Murphy Television, 20th Century Fox et FXP
- Société(s) de distribution : 
  -  États-Unis : FX
  -  Mondial : Disney+ Star
- Pays d'origine :  États-Unis
- Langue originale : anglais
- Format :
- Genre : drame
- Durée :
- Classification :
  - États-Unis :  TV-MA (Interdit aux moins de 17 ans)
  - France : 18+ sur Disney+